# Оперетта в Москве
Оперетта в Москве имеет полуторавековую историю, богатую именами, событиями и адресами. Она появилась в Москве во второй половине XIX века как модный, актуальный, лёгкий, но эффектный музыкально-театральный жанр, зародившийся и быстро завоевавший популярность в Европе. Её появление связано с гастролирующими европейскими труппами, затем появились московские труппы и театры, специализирующиеся на оперетте.
Наследником своих предшественников, старейшим и ведущим в этом жанре является Московский театр оперетты, хотя оперетта имеется также в репертуаре других музыкальных театров Москвы.

## История

### Оперетта в 1870-х годах
В 1870-x годах оперетта начинает завоёвывать популярность в Москве. Сатирические намёки сближают французскую и австрийскую оперетты с русской действительностью. Но если на первых порах в спектаклях русской оперетты присутствовали сатирические интонации, особенно благодаря усилиям переводчика французских оперетт, поэта-сатирика В. С. Курочкина, то в дальнейшем оперетта все чаще принимает характер фривольного фарса. Его поклонники, преимущественно из среды дворянства и купечества, воспринимали оперетту как пикантный жанр, средство отдыха и развлечения. Поэтому в полемике вокруг оперетты многие прогрессивные деятели русской культуры выступали противниками этого жанра (в частности, М. Е. Салтыков-Щедрин).

#### Михаил Лентовский

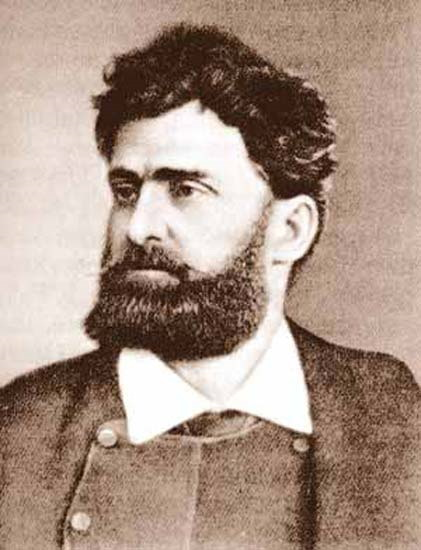
М. В. Лентовский

В развитии и укреплении опереточного жанра на русской сцене особенно значительны заслуги Михаила Лентовского. Получив образование в Московском театральном училище он был принят в труппу Малого театра со званием артиста императорского театра. В репертуаре Малого театра бывали и оперетты, так как в то время он не был ещё сугубо драматическим театром и отличался от Большого только размерами.
Лентовский, как и другие молодые артисты того времени, набирался мастерства и сценического опыта в провинции, где также проявил себя как режиссёр, после чего вернулся в Москву и в 1871—1878 годах продолжил работу в Малом театре. Красивая внешность и приятный голос, сценический темперамент и врожденная музыкальность обеспечили ему впоследствии успех в опереточных ролях и водевилях с пением. Среди его ролей: Парис в «Прекрасной Елене» и Пикилло в «Птичках певчих» («Перикола») Жака Оффенбаха, а также роли в драматических спектаклях.
15 августа 1873 года Михаил Лентовский заключил договор с Дирекцией императорских театров об исполнении опереточных ролей на сцене Малого театра. Однако опереточный репертуар понемногу сходил со сцены, всё более уступая место драматическому. Среди его постановок на сцене Малого театра — «Орфей в аду» Жака Оффенбаха.
В 1876 году Михаил Лентовский был привлечен к деятельности Артистического кружка, а весной 1877 года возглавил его летний театр, находившийся в Семейном саду (Ботаническое отделение Зоологического сада). Первый спектакль состоялся 5 мая 1877 года — это была оперетта Шарля Лекока «Дочь мадам Арго», которую давали под названием «Дочь рынка».

#### Труппа Лентовского
Кипучая энергия Лентовского особенно ярко проявилась в его антрепренёрской деятельности. Летом 1878 года Лентовский для своей труппы арендовал театр в саду «Эрмитаж». В этом театре он собрал большой оркестр, хор и балет, пригласил декоратора парижского театра Гранд-Опера — Левато. Этот театр оперетты, с надписью над входом: «Сатира и мораль», открылся «Птичками певчими» («Перикола») Жака Оффенбаха, затем были поставлены «Камарго» и «Ласточка» Шарля Лекока, «Мадам Фавар» и «Булочница-богачиха» Жака Оффенбаха, «Летучая мышь» Иоганна Штрауса и др.
Первые же спектакли поразили публику яркой зрелищностью и исполнительским мастерством. Прозванный «театральным магом и волшебником», Лентовский поражал воображение зрителей грандиозностью постановок, новизной, необычностью эффектов, богатством декорационного оформления и костюмов, живописностью массовых сцен. Увлекаясь пышностью оформления, он вместе с тем добивался реалистичности игры актёров, ансамбля исполнения, высокой вокально-музыкальной культуры. О его постановках положительно отзывались А. Н. Плещеев, В. А. Гиляровский и др.

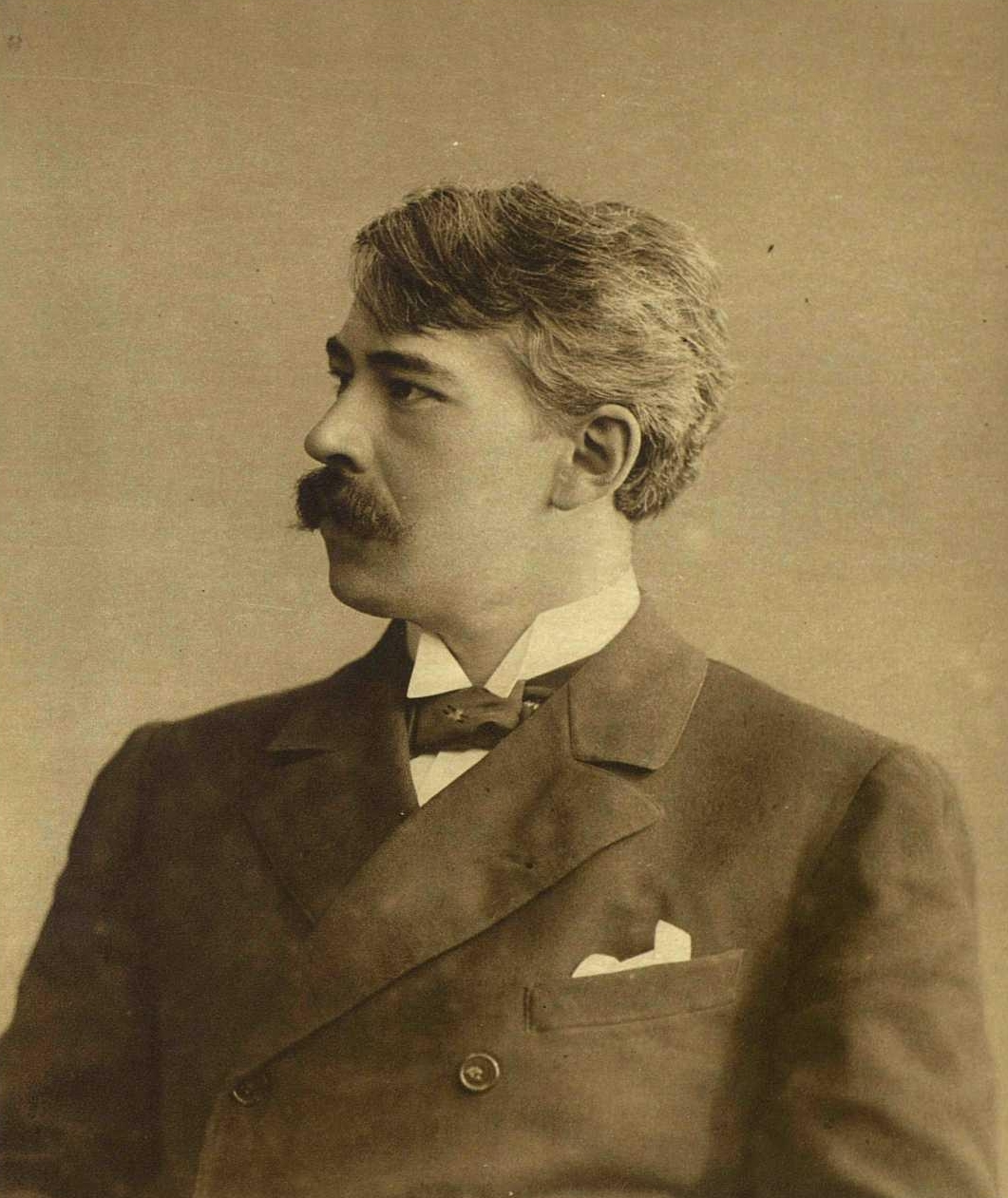
К. С. Станиславский

Постановочный стиль Лентовского оказали влияние на Константина Станиславского в пору его увлечения опереттой.
Энергией этого исключительного человека было создано летнее театральное предприятие, невиданное нигде в мире по разнообразию, богатству и широте.К. С. Станиславский о М. В. Лентовском
Юный Станиславский занимался пластикой и вокалом с лучшими педагогами, учился на примерах актёров Малого театра, а также играл в опереттах: «Графиня де ла Фронтьер» Лекока (атаман разбойников), «Мадемуазель Нитуш» Эрве (Флоридор), а также в комической опере «Микадо» Салливана (Нанки-Пу).
В труппе Лентовского в разные годы были такие актёры как Ольга Садовская, Вера Зорина, а также А. Аристова, С. Бельская и А. Давыдов. Помимо московской оперетты, он организовал несколько опереточных театров в Санкт-Петербурге и Нижнем Новгороде.

### Оперетта в 1880—1919 годах

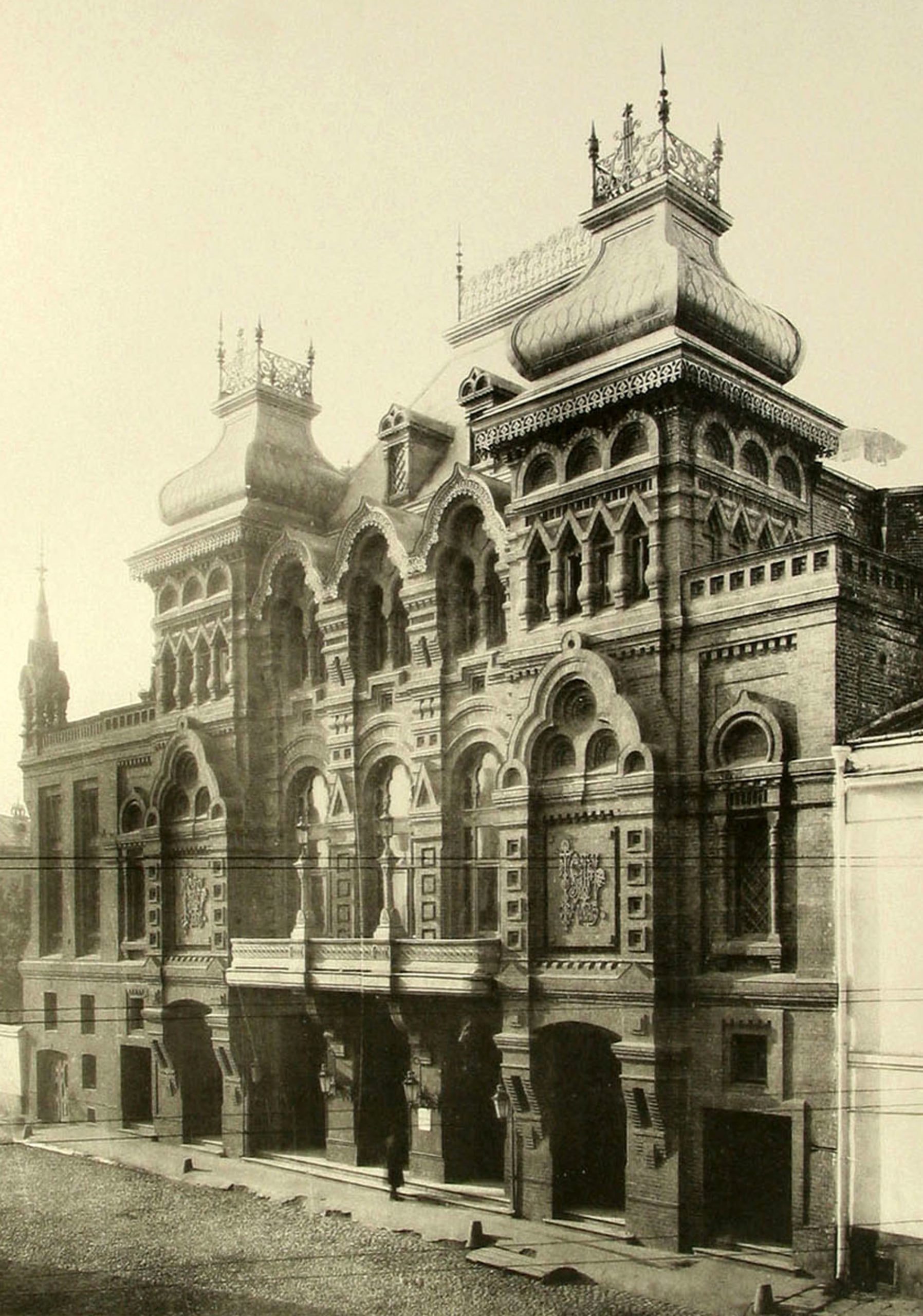
Театр Парадиз. Фотография Карла Фишера

В 1885 году, в арендованном и перестроенном доме княгини Е. Ф. Шаховской-Глебовой-Стрешневой Георг Парадиз открыл свой Театр Парадиз, который в народе стал также именоваться по улице — Никитским, а также Интернациональным. Помимо труппы Парадиза, в театре выступали разные российские и зарубежные труппы, в том числе Московской комической оперы и Венской оперетты. С 1893 года здание арендовал Яков Щукин, который продолжал традиции Парадиза.
В 1910 году импресарио Борис Евелинов и его жена — Евгения Потопчина основали опереточную труппу. С 1911 года для этой труппы Евелинов арендует здание бывшего театра Парадиз и открывает свой театр, известный как Оперетта Потопчиной или Никитский театр Е. В. Потопчиной. В этом театре работали молодые талантливые актёры, в том числе баритоны Николай Бравин и Константин Греков. К труппе присоединился тенор Михаил Иванович Дмитриев и Татьяна Бах. Природная музыкальность, сильно развитое чувство ритма, темперамент и хореографическая одаренность определили успех Потопчиной в оперетте.
В 1912 году Игнатием Зоном был открыт театр оперетты с кафешантаном «Ад у Зона». Татьяна Бах начинала свою карьеру как артистка оперетты в этом театре, а после перешла в труппу Оперетты Потопчиной, затем — Московского театра оперетты.

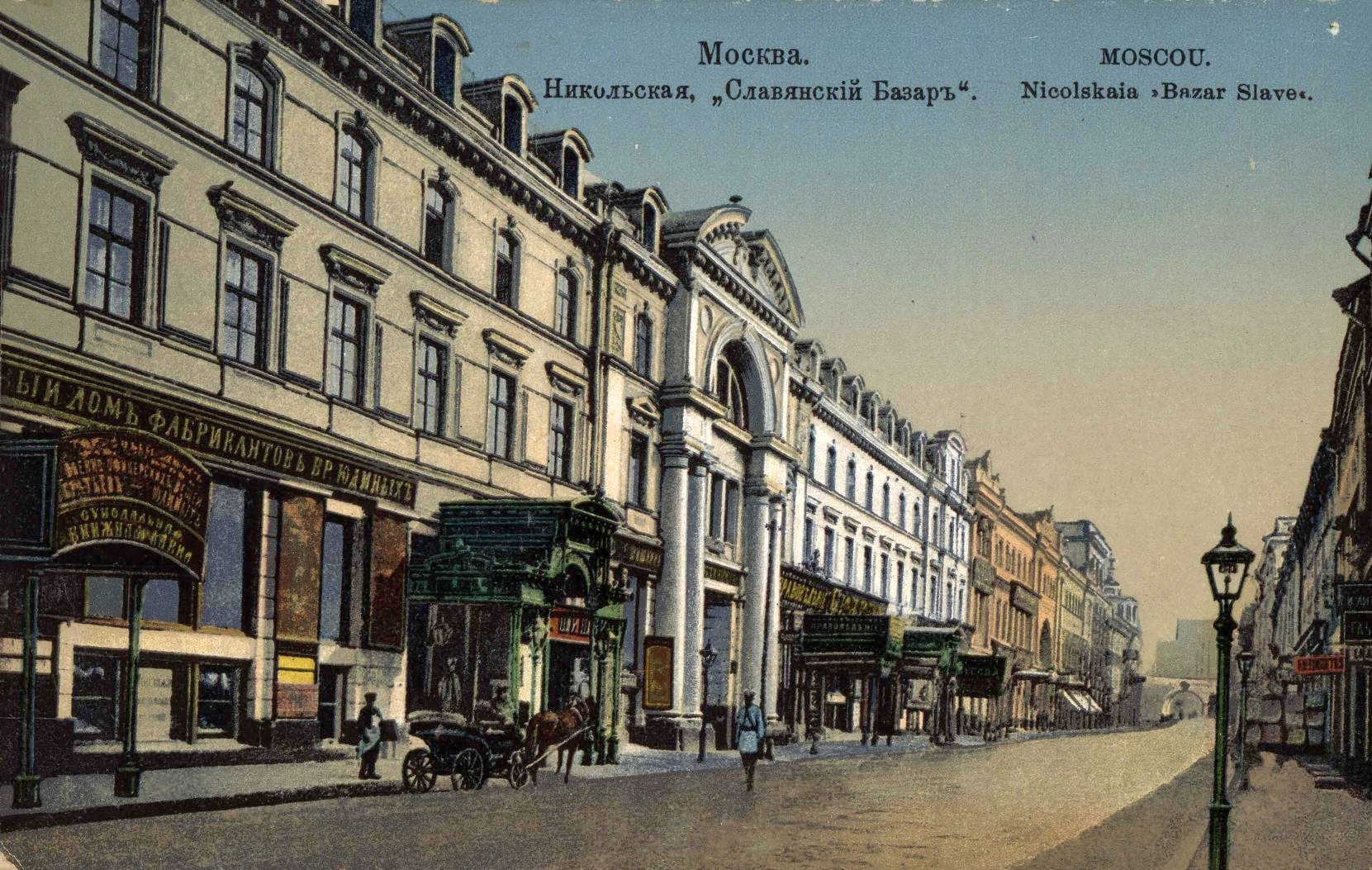
Гостиница с рестораном «Славянский базар»

До 1917 года в Москве было два театра оперетты. Театр Игнатия Зона прекратил своё существование, после эмиграции Зона во Францию в 1917 году, а Никитский театр с 1918 года стал называться «Товариществом на марках», но уже в 1919 году постановлением Совнаркома театр был закрыт. В 1921 году труппа временно выступала в помещении ресторана «Славянский базар» (Никольская, 17).

### Советский период, 1922—1991

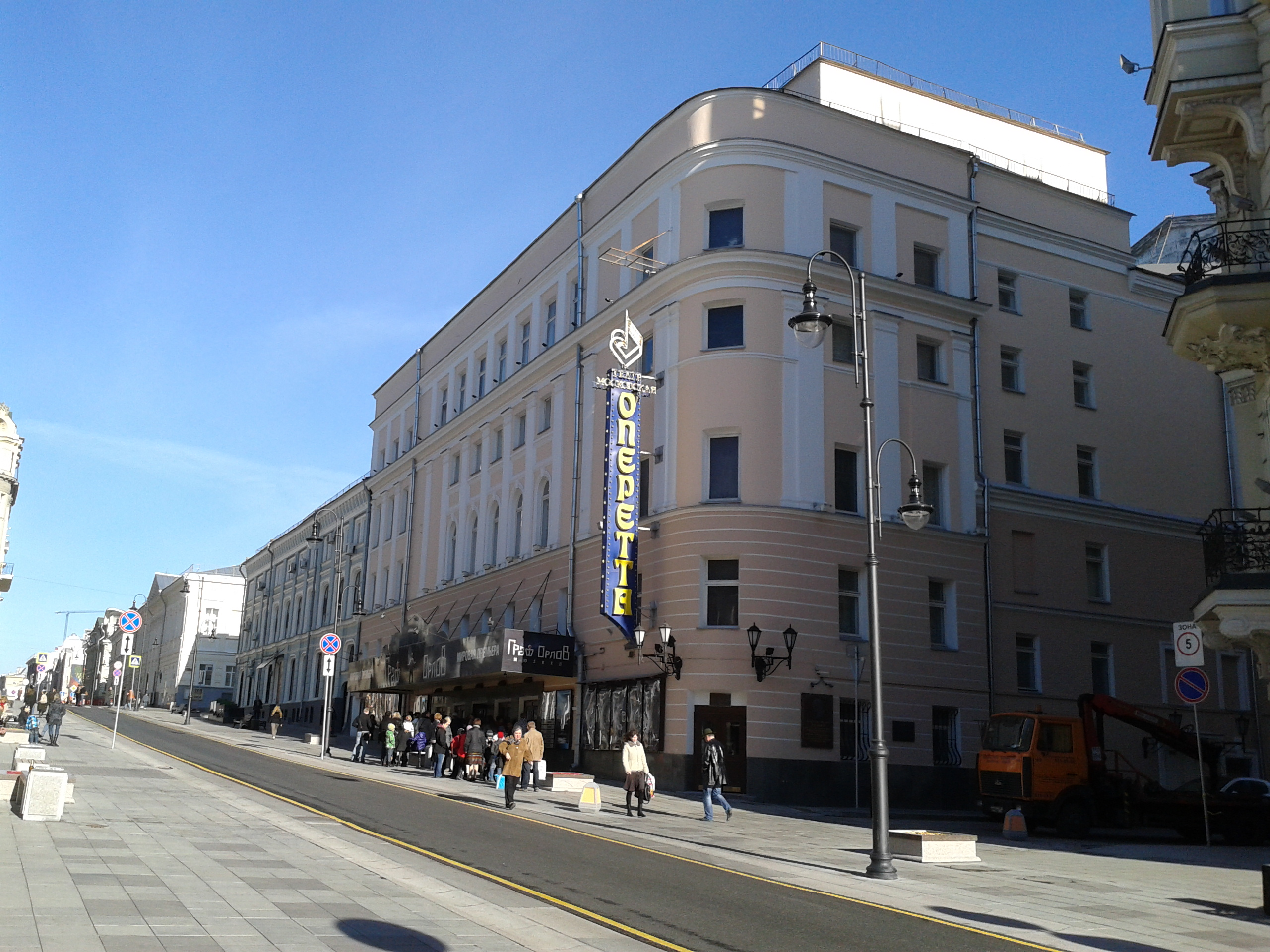
Театр «Московская оперетта»

В 1922 году в здании бывшего Дмитровского театра на улице Большая Дмитровка, дом 17, был открыт частный Московский театр оперетты. Среди премьер этого театра — первая в России постановка оперетты «Графиня Марица» Имре Кальмана (1924). Ныне на этом месте здание Музыкального театра имени Станиславского и Немировича-Данченко.
В 1925 году театр был переименован в Московский театр музыкальной комедии. После его закрытия в 1926 году был создан «Трудовой коллектив артистов оперетты» под руководством Н. М. Бравина, выступавший один сезон 1926/27 в помещении театра-варьете «Альказар».

## Адреса в Москве
Список московских современных адресов, связанных с опереточными постановками:
- Улица Большая Дмитровка
  - дом 17 — частные Московский театр оперетты, Московский театр музыкальной комедии — здание не сохранилось,
 ныне Музыкальный театр им. Станиславского и Немировича-Данченко.
  - дом 6/2 — театр Солодовникова — ныне театр «Московская оперетта».
- Б. Никитская ул., 19 — театр Парадиз, Интернациональный, Никитский театры, Оперетта Потопчиной —
 ныне Театр им. Маяковского.
- Большая Садовая ул.
  - дом 16 — театр «Аквариум», первое здание государственного Московского театра оперетты —
 здание не сохранилось, ныне Театр имени Моссовета.
  - дом 18 — театр-варьете «Альказар», «Трудовой коллектив артистов оперетты» —
 здание не сохранилось, ныне Театр сатиры.
- Никольская улица, 17 — гостиница и ресторан «Славянский базар».
- Триумфальная пл., 4/31 — театр оперетты Игнатия Зона и кафешантан «Ад у Зона» —
 здание не сохранилось, ныне Концертный зал им. Чайковского.

## Действующие театры
Список московских театров, в репертуаре которых в настоящее время есть оперетта:
- Московский государственный академический театр оперетты
- Московский академический музыкальный театр имени К. С. Станиславского и Вл. И. Немировича-Данченко
- Геликон-Опера
- Новая Опера
- Московский государственный музыкальный театр "На Басманной" Архивная копия от 17 июля 2020 на Wayback Machine

- Московский государственный музыкальный театр под руководством Геннадия Чихачёва